# Murallas del Janículo
Las murallas del Janículo o murallas janiculenses (en italiano: Mura Gianicolensi) es una sección de las murallas defensivas erigidas en 1643 por el papa Urbano VIII para integrarlas con la muralla leonina (en defensa de la Colina Vaticana) y proporcionar mayor protección a la parte de Roma que se extendía en el lado derecho del Tíber al rededor de la colina del Janículo.

## Historia de las murallas

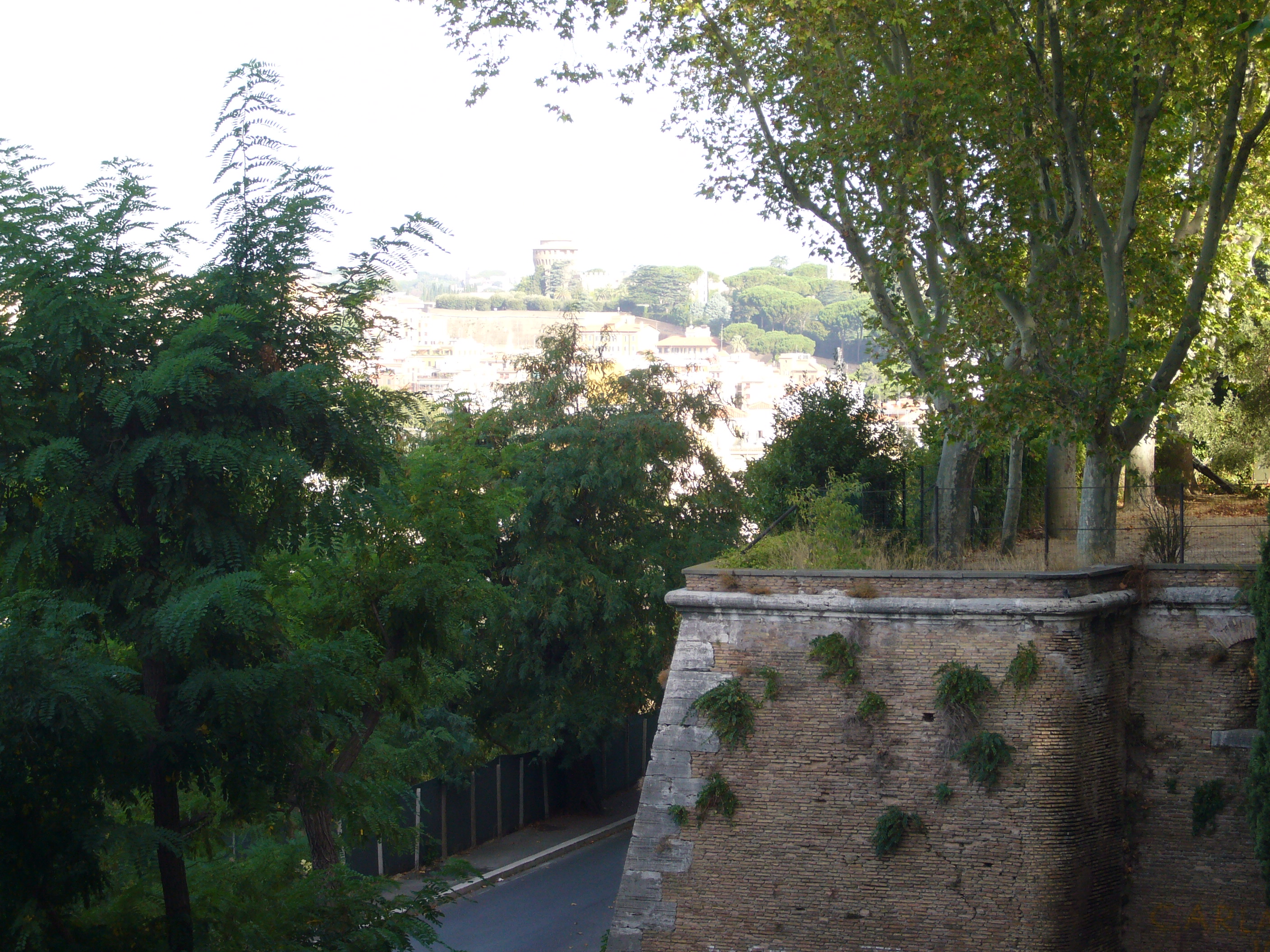
Bastión de las murallas de Janículo desde el paseo del Janículo

La necesidad de una fortificación que impidiera el acceso a Roma por el lado suroeste surgió de una lucha entre las familias nobles romanas, los Barberini (a la que también pertenecía el papa) y los Farnesio, que surgió por razones de intereses económicos y políticos expansionistas del primero hacia el segundo. La causa desencadenante del conflicto, de hecho, hábilmente arreglada por Urbano VIII, consistió en la falta de pago a la familia Barberini de las rentas del ducado de Castro y de Ronciglione (hoy en la provincia de Viterbo ), gobernado por Odoardo, también señor de Parma y Piacenza, y apoyados por Venecia, la Francia de Richelieu y el Gran Ducado de Toscana .
En el verano de 1641 el papa, dirigió un ejército de 15 000 hombres con artillería en contra del ducado, ocupó su territorio y la ciudad de Castro: los intereses económicos ocultaban consideraciones políticas, así como una especie de enemistad entre familias rivales, el papa Urbano solo estaba esperando una excusa para comenzar.
Sin embargo, la Guerra de Castro entre los poderes involucrados, también podía representar un peligro para la Santa Sede, para la familia Barberini y para sus bienes en Roma. De hecho, aunque la ciudad estaba suficientemente protegida, estaba peligrosamente expuesta en el lado del Janículo (demasiado cerca del Vaticano), donde la antigua frontera erigida por el emperador Aureliano ya no se encontraba en condiciones que garantizaran una defensa válida.
La obra defensiva fue encargada a Marcantonio De Rossi, un arquitecto que no era particularmente famoso pero que al parecer logró obtener el encargo principalmente gracias a su amistad con la muy poderosa doña Olimpia Maidalchini. Se iniciaron las mediciones en 1641, la construcción a finales del año siguiente y, en 1643, se concluyó la obra.
Sin embargo, el nuevo muro, que se levantó a lo largo del lado occidental del Janículo, tuvo graves repercusiones en las estructuras defensivas preexistentes; en particular, se derribó todo el tramo de las murallas aurelianas de ese lado del río, por encontrarse dentro del nuevo perímetro; por la misma razón, el baluarte de Sangallo en las murallas leoninas adyacente a la puerta de Santo Spirito, así como la propia puerta, quedaron ahora prácticamente sin utilidad; la puerta Settimiana también perdió su uso, mientras que la puerta Portuensis, que se encontraba a 453 metros más allá de la nueva muralla, fue derribada junto con el tramo aureliano y sustituida por la nueva Porta Portese, más al norte. La única estructura que mantuvo su función fue la puerta de San Pancracio, en la que la nueva muralla casi coincidía con la antigua muralla aureliana.

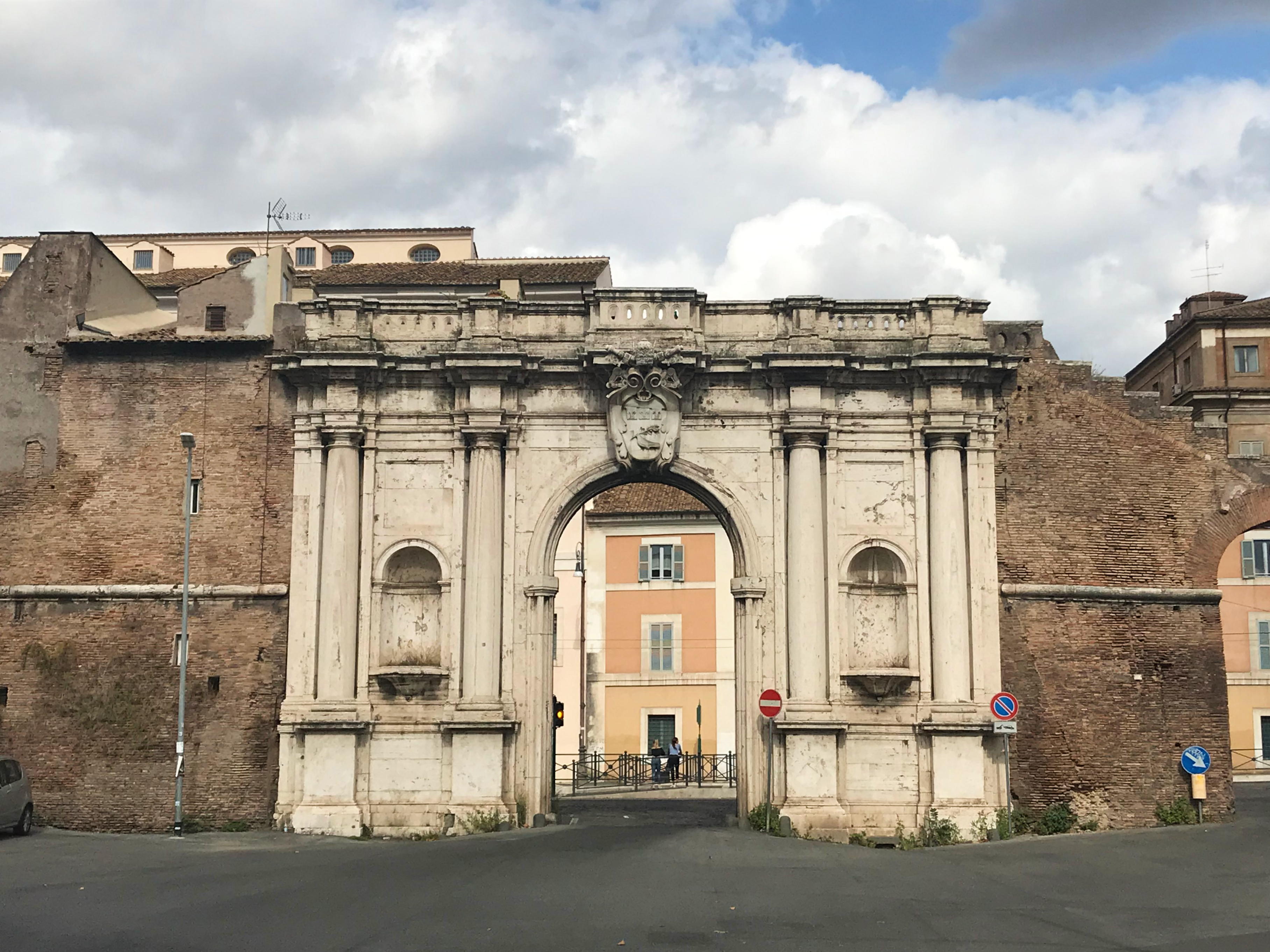
Porta Portese hoy

Por lo tanto, en la nueva muralla sólo se construyó una puerta nueva. Terminada en 1644, la Porta Portese lleva el escudo de armas del Papa Inocencio X, sucesor de Urbano VIII quien murió en ese periodo. A partir de ese punto con una prolongación por detrás de la antigua vía, comienza la Via Portuense, que hasta entonces partía de la derribada Porta Portuensis, un poco más al sur.
A pesar de los temores de Urbano, durante dos siglos la muralla no tuvo que afrontar ningún peligro grave hasta que, en 1849, se convirtió en uno de los principales escenarios de enfrentamientos entre el ejército francés del general Oudinot (quien apoyó al papa con el poder temporal sobre la ciudad) y las milicias de la Segunda República Romana.
El primer contacto, el 29 de abril de 1849, tuvo lugar en la zona donde ya entonces, como hoy, se encontraban la vía Aurelia antica y la Aurelia nuova, luego, al día siguiente, las tropas francesas avanzaron hacia Porta Angelica y Porta Cavalleggeri, pero desde ese lado y durante todo el tramo hasta Porta San Pancrazio, los defensores que se encontraban sobre las murallas, pusieron a los franceses en serias dificultades: el asalto a bayoneta y luego la resistencia de las tropas comandadas por Garibaldi en la zona de la Basílica de San Pancrazio obligó a los atacantes a retirarse.
El segundo choque, también en la zona de Villa Pamphili - Porta San Pancrazio, comenzó en la noche entre el 2 y el 3 de junio. Después de todo un día de batalla con continuos disturbios en el frente y con un gran derramamiento de sangre en ambos bandos, los franceses tenían la ventaja, pero las murallas resistieron, y los defensores, a pesar de haber perdido algunas posiciones, no cedieron.
Sin embargo, las murallas se construyeron resistir la artillería del siglo XVII. Después de dos siglos, la potencia de fuego ya era muy diferente por lo que se logró abrir ocho brechas entre Porta San Pancrazio y unos cientos de metros a la izquierda junto con la garita, la noche del 21 al 22 de junio los franceses cruzaron las murallas, aunque la resistencia desesperada en toda la zona los mantuvo inmovilizados allí hasta el 30 de junio, cuando se firmó el armisticio. El 3 de julio entraron en Roma.
Aún son visibles los signos de la posterior reconstrucción de la muralla, especialmente en el tramo de viale della Mura Gianicolensi, antes de llegar a la intersección con la actual via Fratelli Bonnet (pero también más allá). De hecho, el Papa Pío IX, en cuanto se consolidó su posición, se apresuró a reconstruir el tramo dañado de la muralla, como lo demuestran algunas lápidas.
La zona a la izquierda de Porta San Pancrazio fue escenario de otro enfrentamiento, el 20 de septiembre de 1870, entre las tropas del general Nino Bixio y los defensores del papa. Pero al mismo tiempo los Bersaglieri entraron por la Porta Pia y las tropas papales se rindieron antes de que el muro del Janículo fuera destruido por segunda vez por la artillería.

## Traza

Mapa de la muralla

La zona de Porta Portese, situada a pocos metros del actual puente Sublicio, es la más baja de todo el recorrido, ya que inmediatamente después comienza la subida a la colina de Janículo, determinada en parte también por la elevación del nivel del suelo. Entre finales del siglo XVII y principios del XVIII toda la zona se convirtió en el centro de diversos asentamientos vinculados al tráfico fluvial: justo dentro de la puerta se encontraba el puerto de Ripa Grande, que era el principal desembarcadero del Tíber, de frente al antiguo Emporium , inmediatamente afuera de Clement a finales del siglo XIX cuando, con la construcción de las murallas del Tíber, se disolvieron todas las actividades vinculadas al río. Del puerto sólo quedan las dos rampas que bajan al río, en las inmediaciones.
Tras un breve tramo hacia el noroeste, la muralla gira en ángulo recto hacia el suroeste y continúa, con un trazado no lineal, junto al actual Viale delle Mura Portuensi hasta la Piazza Bernardino da Feltre, donde probablemente cruzaba la antigua vía Aureliana. Dispersos a lo largo de este tramo, donde la muralla no parece especialmente alta debido a la elevación del nivel de la calle, son visibles tres escudos de Urbano VIII, colocados sin embargo en 1644, cuando dicho papa ya estaba muerto.
Evidentemente, no queda nada del bastión que se alzaba a lo largo del Viale di Trastevere, inaugurado en época humbertina. Sólo continuando la subida del Viale Aurelio Saffi la pared se vuelve visible de nuevo, a la derecha, en un estado bastante degradado. En la primera curva a la izquierda de la avenida se ve un túnel excavado bajo el muro, utilizado como refugio antiaéreo durante la guerra.
El muro continúa subiendo y en la última curva pronunciada del Viale Saffi se ve un arco cerrado, probablemente utilizado también como túnel para pasar al otro lado. Otro corto tramo en dirección sur y luego la muralla gira bruscamente hacia la derecha, discurriendo siempre junto a la carretera que a partir de aquí se convierte en Viale delle Mura Gianicolensi.

En la esquina hay una placa (bastante descuidada) que recuerda las obras de restauración: 
PIUS IX PONTIFEX MAXIMUS
PROPUGNACULUM
INNOCENTIO X P M EXTRUCTUM
ANGULIS PRORUENTIS LABE[…]
FATISCENS
NOVA MOLITIONE
A FUNDAMENTIS RESTITUTUS IUSSIT
ANNO MDCCCLXI

IOSEPHO FERRARI PREF. AER.
Junto a la lápida, una placa “SPQR / MDCCCXLIX” hace referencia a los acontecimientos de la República Romana de 1849 . De hecho, todo el tramo de muralla desde aquí hasta aproximadamente Porta San Pancrazio es una sucesión de signos más o menos visibles de restauración (baches, parches, huellas de hundimientos y derrumbes) que evidentemente continuaron al menos hasta 1861, según la placa del Papa Pío IX que acabamos de ver.

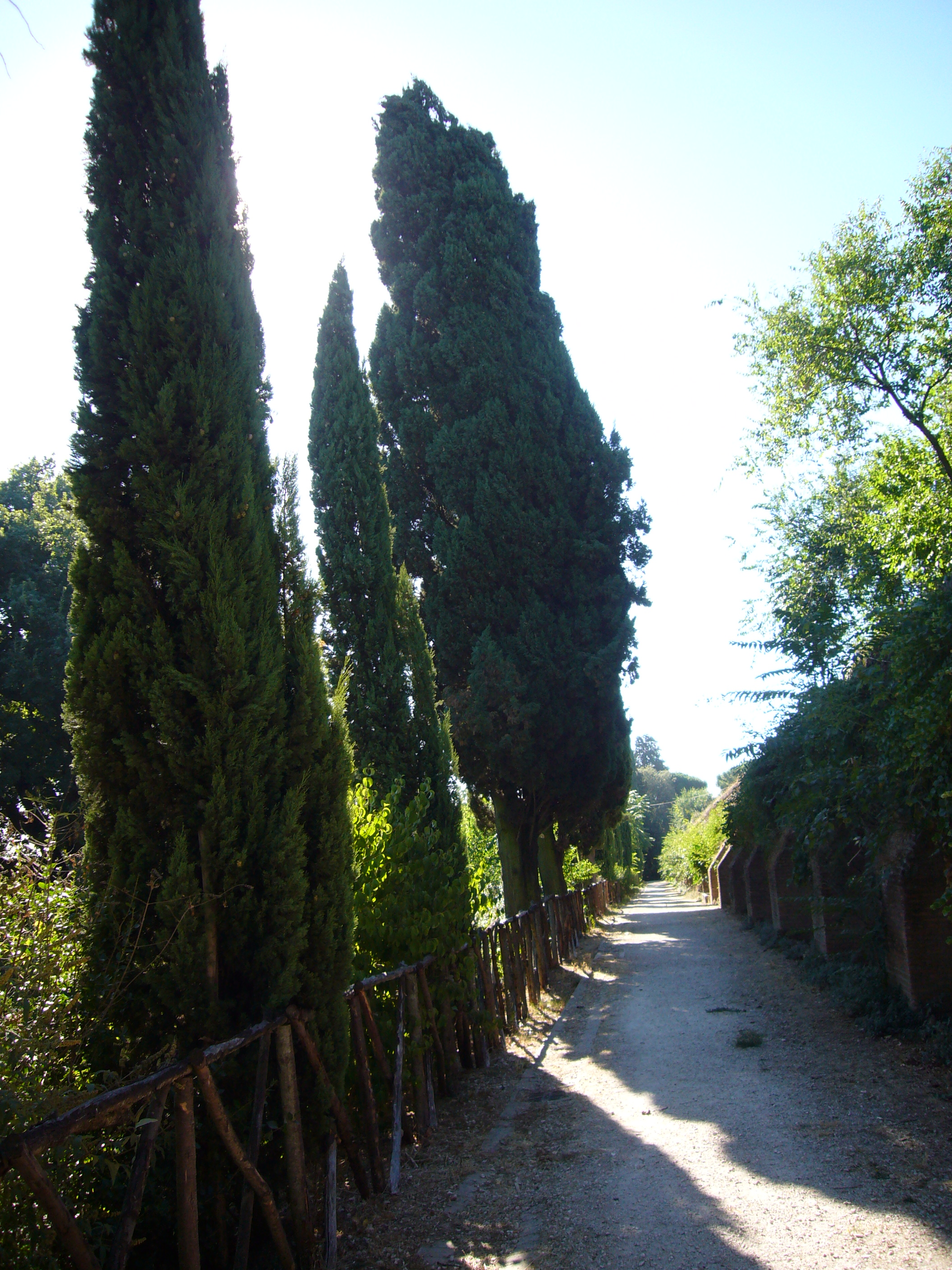
Villa Sciarra, el paseo por las murallas

Durante todo este primer tramo, hasta el cruce con via Fratelli Bonnet, el lado interno de la muralla está ocupado por la zona de Villa Sciarra y es visible solo parcialmente, ya que en algunos lugares está cubierto por un terraplén que constituye, entre otras cosas, un ejemplo moderno del antiguo agger, como debía ser el que acompañaba a las murallas servianas . Aproximadamente a la mitad de este camino hay una poterna, utilizada como acceso secundario a Villa Sciarra. Pasando por esta entrada se da una idea del espesor realmente notable de la base de la muralla.

Una vez pasados los dos arcos modernos abiertos por razones de tráfico en via Fratelli Bonnet, comienza el tramo más golpeado por los acontecimientos bélicos de 1849, recordado por dos placas recientemente restauradas colocadas exactamente donde se abrió una importante brecha, atestiguada por señales bien visibles. La primera placa, papal, colocada inmediatamente después de las primeras restauraciones, está acompañada por los tres escudos de las familias Odescalchi y Mastai -Ferretti y del Ayuntamiento de Roma:
AN. SAL. REP. MDCCCL
AUCTORITATE PII IX PONT. MAX
S.P.Q.R.
MOENIA IANICULENSIA
IN PERDUELLIBUS EX URBE
FRANCORUM VIRTUTE PROFLIGANDIS
QUI FATISCENTIA QUA DIRUTA
INSTAURAVIT REFECIT
VIRO PRINC, PRAES
PIETRO ODESCALCHI
LAURENTIO ALIBRANDI
VINCENTIO PERICOLI
BARTOLOMEO CAPRANICA
JACOBO PALAZZI
ALEXANDRO TAVANI
BARTOLOMEO BELLI
IOANNE BAPT. BENEDETTI
JOSEPHO PULIERI
ALOISIO POLETTI ARCH.
VIII VIRI

URB CUR”.
La segunda placa, casi una represalia (también lingüística), de tono absolutamente opuesto, data del período inmediatamente posterior a la caída del poder temporal:
IV GIUGNO MDCCCLXXI
S.P.Q.R.
DOPO VENTI ANNI
DA CHE L'ESERCITO FRANCESE
ENTRATO PER QUESTE LACERE MURA
TORNO' I ROMANI
SOTTO IL GOVERNO SACERDOTALE
ROMA LIBERA E RICONGIUNTA ALL'ITALIA
ONORA LA MEMORIA DI COLORO
CHE COMBATTENDO STRENUAMENTE

CADDERO IN DIFESA DELLA PATRIA.
En el punto más alto de las murallas de la ciudad se encuentra la Porta San Pancrazio, reconstruida en 1854 por el arquitecto Virginio Vespignani (una placa da testimonio de la intervención) en un estilo decimonónico que ya no tiene nada que ver con el estilo anterior a los acontecimientos del 49 ni, menos aún, con el estilo original de las murallas aurelianas . Actualmente la puerta se encuentra aislada de los muros por razones de tráfico.
Todo el tramo posterior, en bajada, presenta unas características completamente diferentes, tanto desde el punto de vista histórico (no ha sufrido daños por bombardeos y atentados) como paisajístico (la pendiente bastante pronunciada no ha permitido el desarrollo edificatorio en las inmediaciones). La avenida de las Murallas Aurelianas sigue pues las murallas de un modo bastante tortuoso, siguiendo el trazado de la muralla y de los baluartes.

Una vez pasado el primer bastión, la muralla alberga un santuario de travertino que contiene una estatua de San Andrés . La placa recuerda que en ese lugar fue encontrada la cabeza del santo, conservada en la Basílica de San Pedro desde el siglo XV, abandonada allí por el ladrón que había robado la reliquia:
ANDREAE APOSTOLO URBIS SOSPITATORI
PIUS IX PONT MAX
HIC UBI CAPUT EIUS FURTO ABLATUM REPERIT

MONUMENTUM REI AUSPICATISS. DEDIC. AN. MDCCCXLVII.
La muralla de Urbano VIII termina, aproximadamente 1 km más adelante, uniéndose al bastión construido por el Papa Pío V en 1568 aproximadamente en correspondencia con el actual palacio de Propaganda Fide, poco antes de llegar al Largo di Porta Cavalleggeri. A lo largo de este último tramo se encuentran dispersos 12 escudos de Urbano VIII y 3 de Pío IX; en correspondencia con la plaza superior donde se encuentra el monumento a Garibaldi, se ve una poterna amurallada y bastante hundida; una placa conmemorativa de las obras de restauración realizadas en 1849 cerca de Porta San Pancrazio y otras dos placas conmemorativas de dos obras de restauración posteriores, dirigidas por Pío IX; El primero, fechado en 1857, es muy difícil de leer:
PROVIDENTIA PII IX PONT MAX
URBIS MOENIA
A PORTA NOVA PANCRATII HIEROMARTYRIS
AD PORTAM PETRI APOSTOLI PRINCIPIS
MONTIS IMPENDENTIS ALTITUDINE
AC TEMPORIS INIURIA FATISCENTIA
JOSEPHUS FERRARI ANTIST. URB. PRAEF. AERAR.
INSTAURANDA RETICIENDAQUE CURAVIT

AN. CHR. MDCCCLVII.
El segundo, de 1870, es probablemente el último hallazgo de este tipo atribuible a la era del poder temporal:
PIUS IX PONT. MAX
MURI URBANIANI PARTEM
QUAM LABES COLLIS SUBSIDENTIS
EVERTERAT
A. FUND. REFECIT
ANNO CHR. MDCCCLXX

JOSEPHUS FERRARIO ANTIST. URB. PRAEF. AER.

## Entradas relacionadas
- República romana (1849)
- Puerta Portese
- Puerta de San Pancracio
- Murallas Aurelianas
- Murallas servianas